# Lugdunum Batavorum
Lugdunum est un site d'importance moyenne qui apparaît sur la table de Peutinger, une copie médiévale d'une carte décrivant l'Empire romain réalisée dans l'Antiquité. La région qui l'entoure est nommée Batavia, la Batavie. Il est aussi mentionné par le géographe Ptolémée en tant que Lugdunum Bataviorum, (ou "Batavorum") c'est-à-dire Lugdunum des Bataves, avant la bouche occidentale du Rhin.
L'établissement a été localisé le long du Rhin, à la frontière nord de l'Empire romain, le limes.
À la Renaissance, des érudits ont redécouvert cette carte, et par sa situation, ont affirmé que ce nom désignait la ville voisine de Leyde aux Pays-Bas.

## Toponymie
Lugdunum Batavorum est nom gaulois composé de Lug "divinité celtique" et de dunon "fort, colline", ainsi que de l'ethnonyme des Bataves.

## Influence
L'identification humaniste de Leyde à Lugdunum a laissé des traces dans plusieurs noms, tels que :
- dans le nom latin de l'Université de Leyde: Academia Lugduno Batava ;
- le nom du club de football de Leyde LVV Lugdunum ;
- l'agence pour l'emploi initialement établie à Leyde "Luba Groep B.V." (de Lugdunum Batavorum).

Un meilleur nom aurait été Matilo, puisque la forteresse romaine homonyme était située près du quartier résidentiel de Leyde Roomburg.